# Pinball FX
Pinball FX é um jogo eletrônico de arcade de máquina em quebra-cabeça desenvolvido por Zen Studios e publicado pela Microsoft Game Studios através do Serviço de download digital Xbox Live Arcade (XBLA). foi lançado em 25 de abril de 2007 para Xbox 360. é o primeiro jogo da série Pinball FX. O Jogo apresenta três mesas, como mais disponíveis como conteúdo para download, tabelas de classificação e multiplayer online. Uma sêquencia do jogo, Pinball FX2, foi lançado em 27 de outubro de 2010.
jogo recebeu críticas mistas dos críticos, com os sites agregados GameRankings e Metacritic relatando pontuações de 70,56% e 69/100, respectivamente.  Os críticos geralmente sentiam que a física fazia bem em imitar uma verdadeira máquina de pinball.  Os revisores estavam divididos sobre as opiniões do multiplayer do jogo, com alguns
pedindo jogabilidade em tela dividida, enquanto outros apreciavam o componente multiplayer online.  Foi um sucesso comercial, vendendo mais de 362.000 cópias em 28 de julho de 2010.
Após o lançamento do Pinball FX 2, o jogo foi retirado do mercado Xbox Live Arcade, e todas as compras da mesa são transportadas para o Pinball FX 2. No entanto, como as tabelas correspondentes não estão disponíveis na versão Xbox One do Pinball FX 2, o jogo ainda está disponível como título compatível com versões anteriores do Xbox One e pode ser instalado se foi comprado anteriormente.

## Jogabilidade
O Pinball FX utiliza as mesmas regras básicas de uma máquina de pinball física, embora em um ambiente virtual.  Tal como acontece com uma máquina de pinball tradicional, o jogador dispara uma bola de aço para o campo de jogo usando um êmbolo.  Uma vez que a bola está em jogo, o jogador controla as nadadeiras e pode empurrar a máquina para influenciar o caminho da bola Cada uma das mesas do jogo se torna mais complexa à medida que o jogo avança, abrindo novos caminhos e oportunidades
O jogo permite o uso da câmera Xbox Live Vision para operar as nadadeiras e conversar por vídeo com os oponentes do Xbox Live Ele também possui tabelas de classificação e multiplayer online para até quatro jogadores Os jogos Multiplayer são vencidos sendo os primeiros a alcançar a pontuação alta definida, que pode ser ajustada de 10 para 100 milhões de pontos. As penalidades também podem ser definidas para perder uma bola, com jogadores perdendo de 5 a 25% de sua pontuação quando uma bola é perdida.

### Mesas
Pinball FX foi lançado com três mesas, Speed Machine, uma mesa com tema de corrida, Extreme, que apresenta um tema de skate, e Agents, adornados com agentes secretos e gadgets espiões Uma quarta mesa com tema pirata intitulada Buccaneer foi lançada em 31 de outubro de 2007 como um download gratuito. Cinco mesas de conteúdo paga adicionais foram lançadas antes do lançamento da sequência do jogo, Pinball FX 2.  A primeira mesa foi lançada em 16 de janeiro de 2008. Intitulada Nightmare Mansion apresenta um tema de filme de terror. A segunda mesa paga apresenta personagens do The Rocky e Bullwinkle Show e foi lançada em 2 de abril de 2008. Uma terceira tabela com personagens, sons e música de Street Fighter II Turbo foi lançada em 12 de novembro de 2008. Earth Defense, a quarta tabela, apresenta um tema de invasão alienígena.  Foi lançado em 21 de setembro de 2009 A quinta e última mesa, Excalibur, foi lançada em 27 de janeiro de 2010. Esta tabela apresenta um tema baseado no Rei Arthur e os Cavaleiros da Távola Redonda.
| Tabelas de mesas                  | Tabelas de mesas                                     | Tabelas de mesas                                      |
| --------------------------------- | ---------------------------------------------------- | ----------------------------------------------------- |
| - Speed Machine - Xtreme - Agents | - Buccaneer - Nightmare Mansion - Rocky e Bullwinkle | - Street Fighter II Turbo - Earth Defense - Excalibur |

## Desenvolvimento e marketing
O Pinball FX foi revelado pela primeira vez à imprensa em 7 de novembro de 2006 em um evento de imprensa da Microsoft em São Francisco. Foi então exibido na Game Developer's Conference em 6 de março de 2007. Ele foi lançado para o Xbox 360 através do serviço Xbox Live Arcade em 23 de abril de 2007, O jogo foi retirado da Xbox Live Arcade, pois todo o conteúdo pode ser importado para o Pinball FX 2.  Se os jogadores desejam ter as mesas originais, mas não possuem o jogo, eles podem comprar o pacote Pinball FX Classic para Pinball FX 2, que contém as três tabelas originais mais a tabela Buccaneer.

## Recepção
A Pinball FX recebeu críticas mistas dos críticos.  Nos sites agregados GameRankings e Metacritic, possui uma pontuação de 70,56% e 69/100, respectivamente. O jogo foi um sucesso comercial, vendendo mais de 362.000 cópias em 28 de julho de 2010.   Dan Whitehead, do Eurogamer, descreveu o jogo como "um fantástico motor de pinball virtual", comparando-o ao Pinball Dreams PinballAddicts elogiou a relação custo-valor, afirmando que "a cerca de US $ 10 você realmente não pode errar".  O revisor da GameZone afirmou que o Pinball FX era "um tratamento visual e um desafio sólido".
Jeff Gerstmann, da GameSpot, elogiou a adição do multiplayer online, afirmando que "tem algumas ideias legais que mantêm as coisas interessantes um pouco mais".  Dan Whitehead, da Eurogamer, foi mais crítico, afirmando que o uso da câmera Xbox Live Vision era "uma maneira estranhamente remota e distante de jogar".  revisor da GameZone discordou, observando que o uso da câmera diferenciava o jogo de outros títulos O revisor elogiou ainda mais os efeitos sonoros do jogo, dizendo que eles "carregaram o jogo".
O sistema de física de Pinball FX era um ponto comum de crítica entre os revisores.  Enquanto alguns elogiavam a física, outros sentiam que o sistema tinha problemas.  Dan Whitehead, da Eurogamer, sentiu que a física era precisa O revisor da GameZone concordou, afirmando que "traviava muito bem" "Na maior parte da física no Pinball FX, se sustenta, mas há algumas questões que prejudicam a experiência geral", afirmou Hilary Goldstein, da IGN.  Jeff Gerstmann sentiu que o "movimento da bola nunca parece realista".
Os revisores criticaram a variedade no jogo.  Hilary Goldstein, da IGN, sentiu que o jogo não tinha recursos suficientes, afirmando que tinha "três tabuleiros medíocres, alguns centenários Pontos de Realização e pouco mais".  Jeff Gerstmann da GameSpot também criticou a variedade, chamando os desenhos de mesa de "genéricos", acrescentando que eles "crescem muito rapidamente".  Will Herring, da GamePro, concordou, dizendo que as mesas eram "um pouco mais brandas do que se poderia esperar". 
| Agregador             | Pontuação |
| --------------------- | --------- |
| Jogos de GameRankings | 70,56%    |
| Metacritic (')        | 69/100    |

| Publicação em    | Pontuação |
| ---------------- | --------- |
| Eurogamer (jogo) | 7/10 7/10 |
| GamePro jogo:    | 3.75/5    |
| Jogo de possuca  | 6.1/10    |
| GameZone (jogos) | 7/10      |
| IGN (GAL)        | 6/10      |

## Renícialização
No início da década de 2020, a Zen Studios anuciou um reboot do jogo original, que utilizaria o Unreal Engine 4 depois que a empresa fez uma parceria com a Epic Games, em vez de uma sequência de Pinball FX 3.  Depois de muitos meses após seu anúncio inicial em 2021, com apenas algumas atualizações sobre seu status de desenvolvimento, o jogo entrou em acesso antecipado exclusivamente na Epic Games Store em 31 de março de 2022 e foi lançado digitalmente como um serviço gratuito para jogar em consoles de oitava e nona geração, juntamente com o Microsoft Windows, em 16 de fevereiro de 2023, com uma versão para o Nintendo Switch no final daquele ano.